# Лимерик, Патрисия
Патрисия (Пэтти) Лимерик (англ. Patricia (Patty) Limerick; род. 17 мая 1951, Баннинг, Калифорния) — американский историк, американист, специалист по американскому Западу. Доктор философии (1980), профессор Колорадского университета в Боулдере, директор Центра американского Запада с 1986 по 2022 год. С 2016 года историк штата Колорадо.
Макартуровский стипендиат (1995). Её самой известной работой указывается The Legacy of Conquest (1987), спровоцировавшая множество дебатов. Член Американской академии искусств и наук (2021). Известна также как востребованный публичный оратор.
Родилась и выросла в Баннинге. Ещё в ранние годы захотела стать писателем.
Окончила Калифорнийский университет в Санта-Крузе (бакалавр американистики, 1972). Получила докторскую степень по американистике в Йельском университете. С того же 1980 года ассистент-профессор истории в Гарварде. В 1984 году перешла в Боулдер на кафедру истории Колорадского университета, где с 1987 года ассоциированный, с 1991 года фул-профессор. Отмечена там Hazel Barnes Prize (2001), высшей наградой университета за преподавание и исследования. В 1986 году стала соучредителем Центра американского Запада, которым затем руководила по 2022 год.
Эссеистка; в 2005 года являлась приглашенным обозревателем The New York Times.
Председательствовала в Пулитцеровском жюри 2011 года по истории.
Президентствовала в Организации американских историков, Ассоциации американских исследований, Ассоциации западной истории и Обществе американских историков.
В 1985 году выпустила, на основе своей диссертации, свою первую книгу Desert Passages: Encounters with the American Deserts. Её вторую книгу The Legacy of Conquest (1987) указывают её самой известной работой.
В 2012 году опубликовала A Ditch in Time: The City, the West, and Water — историю водоснабжения в Денвере.